# Massachusetts (Bee Gees-låt)
"Massachusetts" är en sång från 1967 med Bee Gees. skriven av Barry Gibb, Robin Gibb och Maurice Gibb. Robin Gibb sjöng verserna, och sången kom att framföras på många av gruppens konserter. Den låg 1968 på albumet Horizontal. Sången blev deras första singeletta i Australien och Storbritannien, och sålde totalt 5 miljoner exemplar världen över. Då Bee Gees skrev sången hade de aldrig besökt Massachusetts.
Sången spelar också viss betydelse i brittisk radiohistoria. Medan många människor vet att "Flowers in the Rain" med The Move var först ut att spelas i BBC Radio 1, spelades "Massachusetts" därefter. Singeln blev också första singeletta på Oriconlistan i Japan av en icke-japansk artist. I USA, där Massachusetts ligger, placerade sig singeln bara på elfte plats. Singeln släpptes den 19 september 1967, och gick in på de brittiska listorna dagen därpå.

## Medverkande
- Robin Gibb – sång
- Maurice Gibb – basgitarr, piano, mellotron
- Barry Gibb – gitarr, bakgrundssång
- Vince Melouney – gitarr
- Colin Petersen – trummor

## Listplaceringar
| Lista (1968)                          | Topplacering |
| ------------------------------------- | ------------ |
| Australien, ARIA-singellistan         | 1            |
| Österrikiska singellistan             | 1            |
| Belgiska Ultrapop 40 (Vallonien)      | 1            |
| Kanadensiska RPM Top Singles          | 1            |
| Danska singellistan                   | 2            |
| Finska singellistan                   | 17           |
| Franska SNEP-singellistan             | 4            |
| Västtyska Media Control Charts        | 1            |
| Irländska singellistan                | 2            |
| Italienska FIMI-singellistan          | 5            |
| Japanska Oricon-veckolistan           | 1            |
| Nederländska Nederlandse Top 40-lista | 1            |
| Nyzeeländska RIANZ-singellistan       | 1            |
| Norska VG-lista                       | 1            |
| Sydafrikanska singellistan            | 1            |
| Svenska Kvällstoppen                  | 1            |
| United Kingdom Brittiska singellistan | 1            |
| Amerikanska Billboard Hot 100         | 11           |

## Andra tolkningar
- Tidigare jugoslaviska gruppen Siluete tolkade låten 1967.
- Ed Ames spelade 1968 in en version på albumet Who Will Answer?.
- 1968 spelade även sångerskan Betty Chung (鍾玲玲) från Hongkong in sången på mandarin med text av Wei Yin (魏因) under titeln 我祝福他, på albumet 野火,[10] och utgiven på EMI Pathe Records.
- Under 1970-talet tolkades låten av sångerskan Ervinna från Singapore, kompad av The Charlie & His Boys, på albumet Golden Hits of 20th Century Vol. 6.

### Fotnoter
1. 1 2  Show 49 - The British are Coming! The British are Coming!: With an emphasis on Donovan, the Bee Gees and the Who. [Part 6] : UNT Digital Library
2. ↑   Billboard Vol. 85, No. 34. Nielsen Business Media. 25 augusti 1973. sid. 18. http://books.google.com.pe/books?id=KAkEAAAAMBAJ&q=%22five+million+copies+of%22#v=snippet&q=%22five%20million%20copies%20of%22&f=false. Läst 21 mars 2012
3. ↑  källa: BBC Radio 1 press office
4. ↑  ”Danske Hitlister” (på Danska). Arkiverad från originalet den 9 april 2016. https://web.archive.org/web/20160409113348/http://danskehitlister.dk/?hitlist_id=12&y=1967&hitlist_item_id=1112. Läst 21 februari 2022.
5. ↑  ”Sisältää hitin” (på Finska). http://suomenlistalevyt.blogspot.com/2015/08/bat-bif.html. Läst 21 februari 2022.
6. ↑  ”norwegiancharts.com” (på Engelska). https://norwegiancharts.com/showitem.asp?interpret=Bee+Gees&titel=Massachusetts&cat=s. Läst 21 februari 2022.
7. ↑  ”Kvällstoppen 1966-1969” (pdf). Hits Aller Tijden. http://www.hitsallertijden.nl/charts/swedish%20charts/SwedishCharts%200366-0969.pdf. Läst 28 december 2012.
8. ↑  ”Bee Gees Chart History” (på Engelska). https://www.officialcharts.com/artist/12951/bee-gees/. Läst 21 februari 2022.
9. ↑  ”Billboard Chart History” (på Engelska). https://www.billboard.com/artist/bee-gees/chart-history/hsi/. Läst 21 februari 2022.
10. ↑  http://i159.photobucket.com/albums/t138/macaenese5354/Vinyl%20Album/BettyChung-WildFlame-.jpg